# Satellite laser ranging

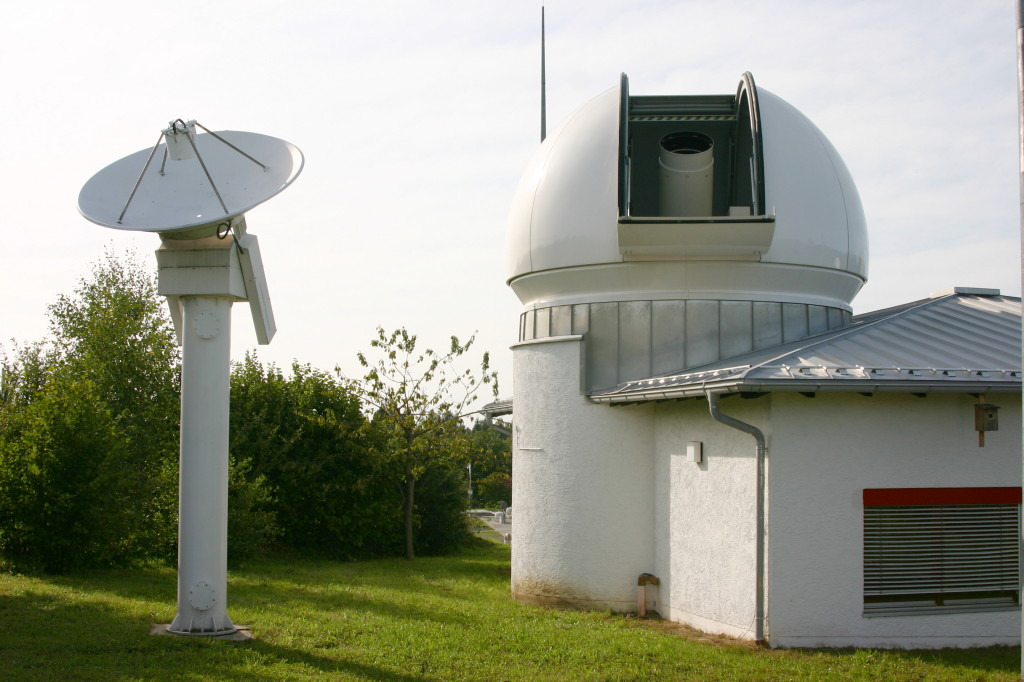
SLR systém v geodetické observatoři v Wettzell v Bavorsku

Satellite Laser Ranging (SLR) je metoda měření vzdálenosti s velmi vysokou přesností – okolo 1 mm. SLR je používáno v mnoha vědeckých a průmyslových odvětvích od předpovědí počasí k vyhledávání kosmického smetí. Princip je v celku jednoduchý, používá se laserový paprsek, který se odrazí od tzv. retro-reflektoru – odražeče a z uplynulého času se zjistí požadovaná vzdálenost.

## Princip
Nejpřesnější měření, jakého je člověk schopen, je měření časových intervalů.
K dnešnímu dni se přesnost těchto měření pohybuje v řádech 10−15 a jsou dostupné komereční přístroje s přesností 10−11. K měření vzdálenosti s velmi vysokou přesností proto potřebujeme nějak převést uplynulý časový úsek na vzdálenost. Nejlépe známá je rychlost světla, z toho vyplývá použití laserového paprsku. Jak bylo řečeno, princip je velmi jednoduchý. Laserový paprsek vyslaný zdrojem urazí celou trasu na jejímž konci je odražen zpět. Čas mezi vysláním a detekování vráceného paprsku je změřen velmi přesně a následně je z něj dopočítána délka trasy. Samozřejmě je zde mnoho komplikací, například měření vzdálenosti pomocí rychlosti světla je dobře použitelné jen ve vakuu, ale použití SLR není zamýšleno pro použití v laboratorních podmínkách. Měření může být značně ovlivněno atmosférickými změnami i vlastností retro-reflektoru (odražeče).

## Využití
Možnosti využití jsou široké. Za zmínku určitě stojí, že v nově budovaném satelitním navigačním systému Galileo bude na každém satelitu umístěn retro-reflektor, který se bude využívat k upřesnění polohy a případné korekce dráhy satelitu.